# Liste der Kreisstraßen im Landkreis Neuburg-Schrobenhausen
Die Liste der Kreisstraßen im Landkreis Neuburg-Schrobenhausen ist eine Auflistung der Kreisstraßen im bayerischen Landkreis Neuburg-Schrobenhausen mit deren Verlauf. 

## Abkürzungen
- AIC: Kreisstraße im Landkreis Aichach-Friedberg
- DON: Kreisstraße im Landkreis Donau-Ries
- EI: Kreisstraße im Landkreis Eichstätt
- ND: Kreisstraße im Landkreis Neuburg-Schrobenhausen
- PAF: Kreisstraße im Landkreis Pfaffenhofen an der Ilm
- St: Staatsstraße in Bayern

## Liste
Nicht vorhandene bzw. nicht nachgewiesene Kreisstraßen werden in Kursivdruck gekennzeichnet, ebenso Straßen und Straßenabschnitte, die unabhängig vom Grund (Herabstufung zu einer Gemeindestraße oder Höherstufung) keine Kreisstraßen mehr sind.
Der Straßenverlauf wird in der Regel von Nord nach Süd und von West nach Ost angegeben.
| Nr. ND | Verlauf |
| ------ | --- |
| ND 1   | (EI 1 im Landkreis Eichstätt) – Landkreisgrenze – Hennenweidach – St 2214 (Bergheim) |
| ND 2   | St 2334 in Bergen bei Neuburg – Attenfeld – St 2035 – Unterstall – St 2214 |
| ND 3   | (AIC 5 im Landkreis Aichach-Friedberg) – Landkreisgrenze – Halsbach – Hörzhausen – ND 14 – St 2045 in Schrobenhausen                                                                           |
| ND 4   | – St 2084 in Gachenbach |
| ND 5   | St 2045 in Schrobenhausen – Rosensteig – Rettenbach – Autenzell – Hardt – St 2084 – Weilach – Landkreisgrenze – (AIC 3 im Landkreis Aichach-Friedberg)                                         |
| ND 6   | St 2050 in Aresing – Landkreisgrenze – (PAF 7 im Landkreis Pfaffenhofen an der Ilm) |
| ND 7   | St 2044 in Schrobenhausen – St 2046 in Mühlried |
| ND 8   | (DON 31 im Landkreis Donau-Ries) – Landkreisgrenze – ND 12 – Haselbach – Weidorf – St 2035 in Walda                                                                                            |
| ND 9   | – Rachelsbach – Diepoltshofen – Waizenried – Landkreisgrenze – (PAF 8 im Landkreis Pfaffenhofen an der Ilm)                                                                                    |
| ND 10  | ND 22 in Waidhofen – – Landkreisgrenze – (PAF 2 im Landkreis Pfaffenhofen an der Ilm) |
| ND 11  | St 2047 in Bertoldsheim – Stausee Bertoldsheim – Burgheim – ND 27 – Landkreisgrenze – (DON 31 im Landkreis Donau-Ries)                                                                         |
| ND 12  | ND 8 – St 2027 – Ehekirchen – St 2035 – Wallertshofen – Klingsmoos – St 2049 – Klingsmoos-Südost                                                                                               |
| ND 13  | – Zell – Zitzelsheim – Obermaxfeld – ND 14 – St 2046 – Kehrhof – St 2050 – Dinkelshausen – Seiboldsdorf – St 2035 in Ehekirchen                                                                |
| ND 14  | ND 13 in Obermaxfeld – Obergrasheim – Siefhofen – St 2046 – Berg im Gau – ND 21 – Dirschhofen – Eppertshofen – Langenmosen – St 2050 – Winkelhausen – Sandizell – St 2045 – ND 3 in Hörzhausen |
| ND 15  | St 2049 in Grasheim – Untergrasheim – Karlshuld – St 2043 – St 2048 in Lichtenheim |
| ND 16  | ND 27 in Burgheim – ND 28 – Ortlfing – Biding – Dezenacker – Sankt Wolfgang – St 2050 |
| ND 17  | (PAF 13 im Landkreis Pfaffenhofen an der Ilm) – Landkreisgrenze – Schenkenau – St 2043 |
| ND 18  | – Weichering – Osterfeldsiedlung – St 2049 in Neuschwetzingen |
| ND 19  | St 2046 in Edelshausen – Bahnhof Edelshausen – St 2044 |
| ND 20  | (DON 24 im Landkreis Donau-Ries) – Landkreisgrenze – Trugenhofen – St 2047 in Rennertshofen |
| ND 21  | ND 14 in Dirschhofen – Siefhofen – St 2046 – Dettenhofen – Brunnen – ND 30 – ND 22 |
| ND 22  | St 2043 – ND 21 – St 2044 – Brunnen – Gröbern – Mergertsmühle – Waidhofen (– Abzweig zur ) – ND 10                                                                                             |
| ND 23  | St 2043 in Niederarnbach – Bahnhof Niederarnbach – St 2044 in Kaltenherberg |
| ND 24  | (EI 46 im Landkreis Eichstätt) – Landkreisgrenze – St 2047 in Ellenbrunn |
| ND 25  | (DON 25 im Landkreis Donau-Ries) – Landkreisgrenze – St 2214 – Ammerfeld – Emskeim – Landkreisgrenze – (EI 5 im Landkreis Eichstätt)                                                           |
| ND 26  | ND 31 in Oberhausen (bei Neuburg/Donau) – St 2050 in Sinning |
| ND 27  | (DON 39 im Landkreis Donau-Ries) – Landkreisgrenze – Burgheim – ND 11 – ND 16 – St 2050 in Straß                                                                                               |
| ND 28  | ND 16 in Burgheim – Illdorf – St 2027 in Holzkirchen |
| ND 29  | St 2050 in Sinning – St 2035 in Rohrenfels |
| ND 30  | ND 21 in Brunnen – St 2044 |
| ND 31  | St 2050 in Straß – Unterhausen – Oberhausen (bei Neuburg/Donau) – ND 26 – |

## Quelle
OpenStreetMap: Landkreis Neuburg-Schrobenhausen – Landkreis Neuburg-Schrobenhausen im OpenStreetMap-Wiki